# Saab 340
O Saab 340 é uma aeronave Sueca com dois motores turbo-hélice desenhado e inicialmente produzido por uma parceria entre a Saab e a Fairchild em uma razão de 65:35. No plano inicial, a Saab construiu a fuselagem (toda de alumínio) e o estabilizador vertical, e também montava o processo final em Linköping, Suécia, enquanto a Fairchild era responsável pelas asas, empenagem, e as naceles dos motores montados sobre as asas. Após a Fairchild ter terminado este trabalho, a produção destas partes passou a ser de responsabilidade Sueca.
A aeronave voou pela primeira vez em 25 de janeiro de 1983, mas devido a poucas vendas, a produção do Saab 340 cessou em 1998.

## Design e Desenvolvimento
Originalmente designado como SF340. Quando a Fairchild saiu do ramo de fabricação de aeronaves em 1985 após cerca de 40 unidades produzidas, a Saab tirou o nome Fairchild do projeto e continuou sua produção sob a designação de Saab 340A e 159 deste modelo foram produzidas. Uma versão melhorada, a segunda geração 340B, trouxe motores mais potentes e um estabilizador horizontal mais largo em 1989 e os últimos 340Bs também possuíam um sistema de controle de ruído. Duzentas aeronaves foram produzidas. A terceira e última versão, o 340B Plus, foi entregue para serviço em 1994 e incorporou melhorias que estavam sendo implantados ao mesmo tempo no Saab 2000. Cem aeronaves foram produzidas, tendo um total de 300 aeronaves do modelo 340B. A produção dos Saab 340 tipicamente traziam assentos para 30 a 36 passageiros, com 34 assentos ser a configuração mais comum. Os últimos dois 340 construídos, foram produzidos com uma configuração antiga para 36 assentos, encomendado pela Japan Air Commuter.
Uma das melhorias aplicadas no 340B Plus foi a instalação de um sistema de controle de ruído e vibração na cabine, reduzindo seus níveis em cerca de 10 dB durante um voo de cruzeiro. Esta característica opcional no 340B já era padrão no 340B plus junto com as pontas de asa mais alongadas, o que eram mais uma opção nos 340B+. Outra mudança em relação aos modelos mais velhos foi um design de interior modernizado e trouxe o lavatório (que ficava na parte traseira da cabine) para logo atrás da cabine de comando na maior parte das unidades da 3ª geração. Isto aumentou o volume disponível para carga, pois o local original era invadido pela pia do lavatório. Enquanto o sistema de redução de ruído era introduzido nos Saab 340B em 1994, o primeiro 340B Plus com esse sistema (terceiro B+ construído) foi entregue novo para a Hazelton Airlines, da Austrália, em 1995, operando posteriormente pela Regional Express, e atualmente pela Guarda Costeira Japonesa. Todas as 25 unidades da 3ª geração que foram originalmente entregues sob arrendamento para a American Eagle (agora em arrendamento para a Regional Express) são as únicas aeronaves construídas com as pontas das asas alongadas.
As versões militares são os Saab 340AEW, 340AEW-200 e 340AEW-300, que possuem o sistema airborne early warning (AEW) e o airborne early warning & control (AEW&C). A produção de todos os modelos do 340 se encerram em 1999, e a Saab cessou toda a produção de Aeronaves Civis em 2005.

## Modelos

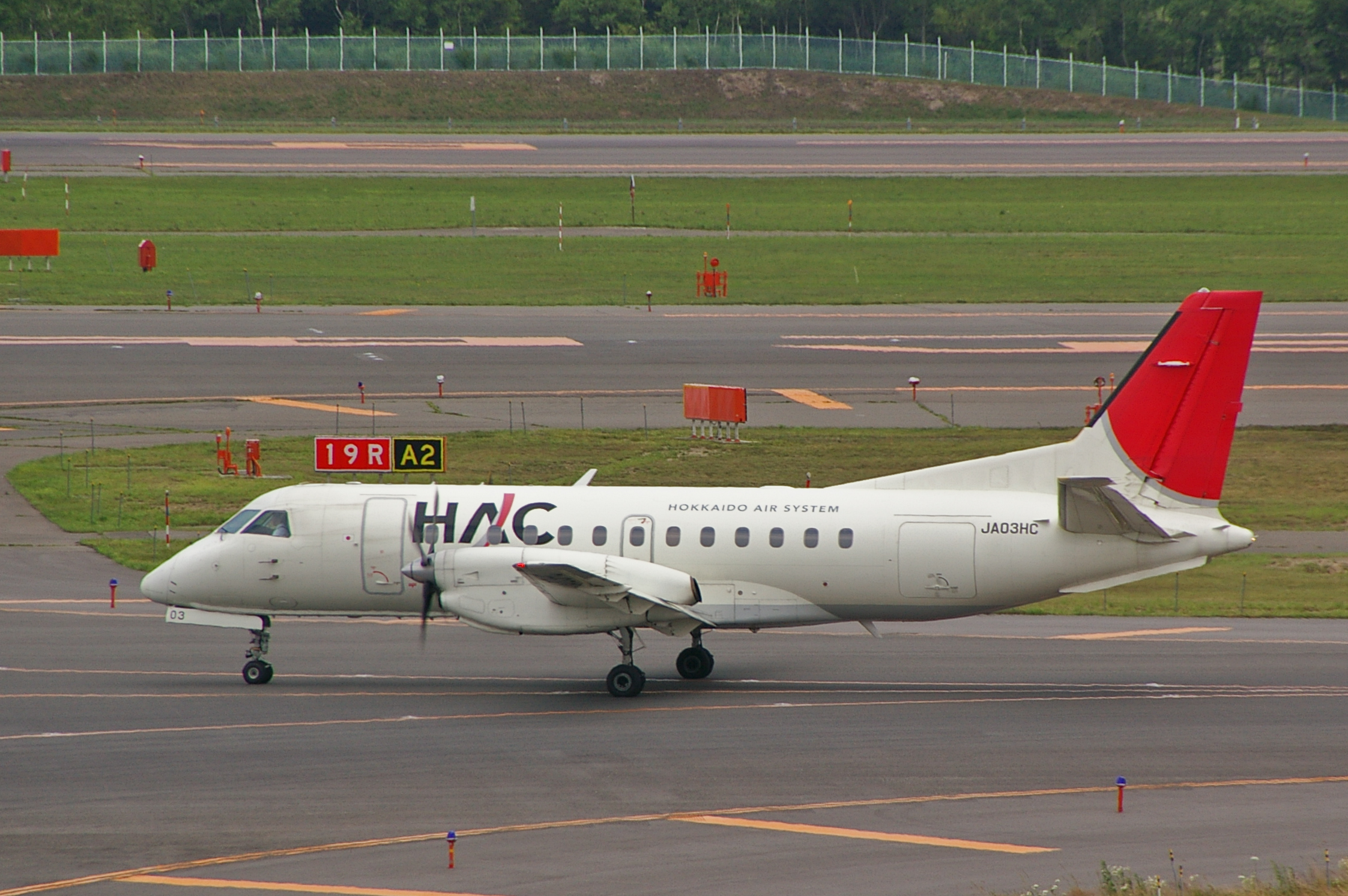
Saab 340B-WT Hokkaido Air System

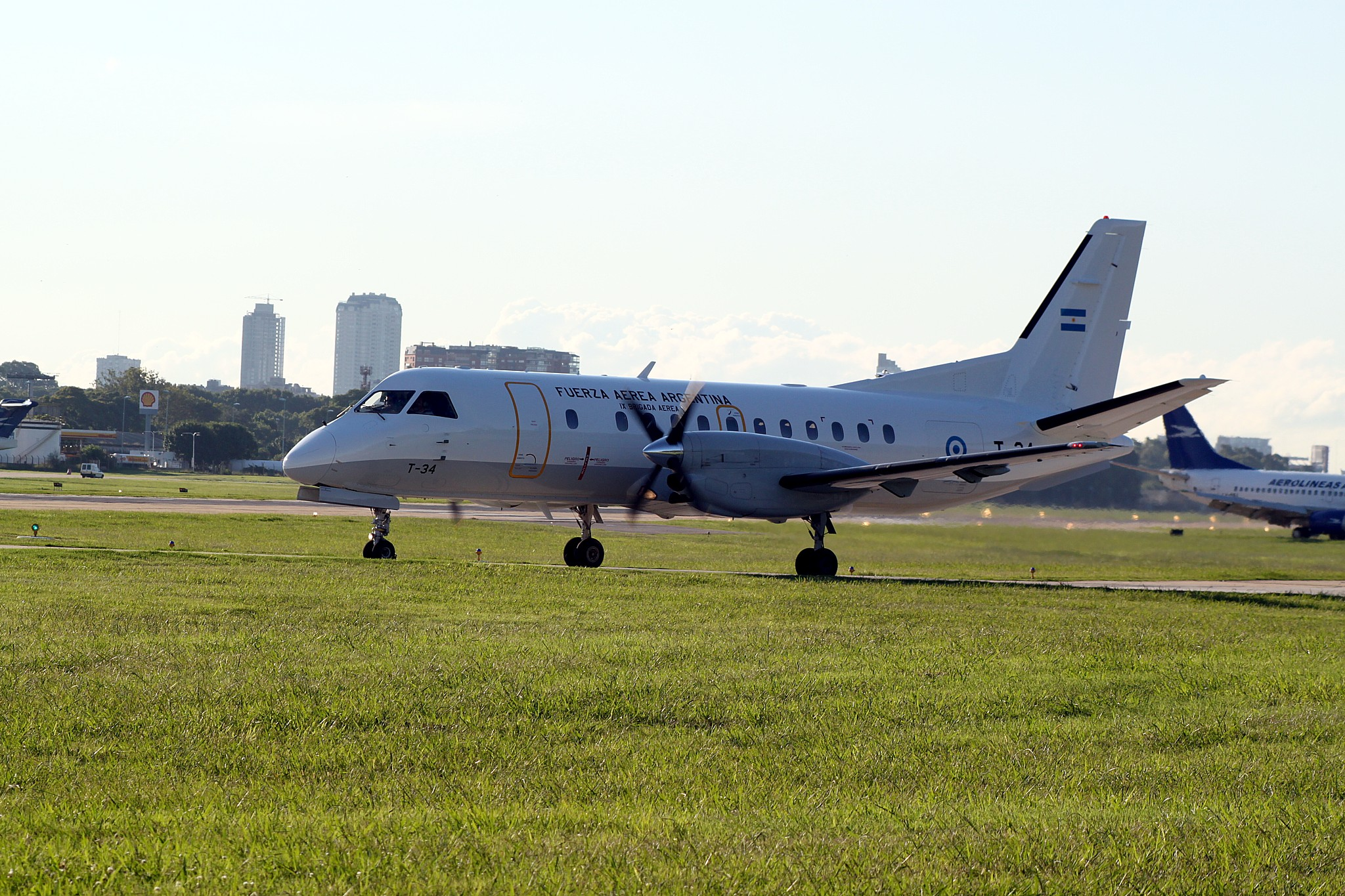
Saab 340 LADE

Saab 340A
de 30 a 36 assentos, provido por dois General-Electric CT7-5A2 de 1,630-shp (1215-kW) cada. (340A-#001 até 340A-#159)
Saab 340B
de 33 a 36 assentos, provido por dois General-Electric CT7-9B de 1,870-shp (1394-kW) cada. (340B-#160 até 340B-#359)
Saab Tp 100
Versão para Transporte VIP do Saab 340B e B Plus para a Força Aérea Sueca.
Saab 340B Plus
Versão melhorada do Saab 340B. 25 possuem pontas de asa alongadas. (340B-#360 até 340B-#459)
Saab 340B plus SAR-200
Versão para Busca e Salvamento Marítima para a Guarda Costeira Japonesa.
Saab 340AF
Versão cargueira
Saab 340A QC
Versão cargueira/passageiro de mudança rápida.
- TP 100A
- TP 100C

Saab 340AEW / S 100B Argus (FSR-890) Erieye
Versão com o sistema Airborne early warning para a Força Aérea Sueca.
Saab 340AEW-200 / S 100D Argus (IS-340) Erieye
Saab 340AEW-300 / S 100D Argus (ASC-890) Erieye

## Operadores
Em junho de 2009, a Saab Aircraft AB informou que havia 413 Saab 340 em serviço com 61 operadores em 30 países, acumulando um total de 13.499.000 horas de voo em mais de 15 milhões de voos. O "burro de carga" da frota (#028) já contou 52.521 horas sozinho.
Nove SAAB 340 foram perdidos em acidentes, seis deles sem fatalidades.

### Operadores Civis
A frota ativa dos atuais operadores
| Aerolineas Sosa                     | 2  |
| Air Panama                          | 2  |
| Air Rarotonga                       | 1  |
| Air Urga                            | 2  |
| Air Åland                           | 4  |
| Air One                             | 3  |
| Avion Express                       | 4  |
| Avitrans Nordic                     | 13 |
| Bimini Island Air                   | 2  |
| Business Aviation Center            |    |
| Calm Air                            | 6  |
| Caribair                            | 2  |
| CCA                                 | 7  |
| Colgan Air                          | 38 |
| CTK Network Aviation                | 2  |
| Darta                               | 1  |
| DOT                                 | 2  |
| Estonian Air                        | 2  |
| Eznis Airways                       | 3  |
| FleetAIR                            | 2  |
| Golden Air                          | 9  |
| Hokkaido Air System                 | 3  |
| IBC Airways                         | 8  |
| Japan Air Commuter                  | 11 |
| Japan Coast Guard                   | 4  |
| Kenya Airways                       | 2  |
| Líneas Aéreas del Estado (LADE)     | 2  |
| Loganair                            | 16 |
| Mali Air Express                    | 2  |
| Mars RK                             | 2  |
| Mesaba Airlines                     | 49 |
| Murray Aviation                     | 1  |
| Nationale Regionale Transport - NRT | 2  |
| Nextjet                             | 3  |
| Norse Air                           | 5  |
| OLT Ostfriesische Lufttransport     | 2  |
| Overland Airways                    | 1  |
| Pacific Coastal Airlines            | 8  |
| Peninsula Airways                   | 10 |
| Prince Edward Air                   | 1  |
| Provincial Airlines                 | 2  |
| RAF-AVIA                            | 2  |
| Regional Express                    | 42 |
| Robin Hood Aviation                 | 2  |
| Ryjet-Aerotaxis del Mediterráneo    | 1  |
| Saint-Ex Cargo                      | 3  |
| SkyBahamas                          | 3  |
| SkyTaxi                             | 1  |
| Solinair                            | 3  |
| South Airlines                      | 2  |
| SprintAir                           | 10 |
| Swedish Air Force                   | 9  |
| TAG                                 | 1  |
| Transwest Air                       | 3  |
| Western Air                         | 4  |

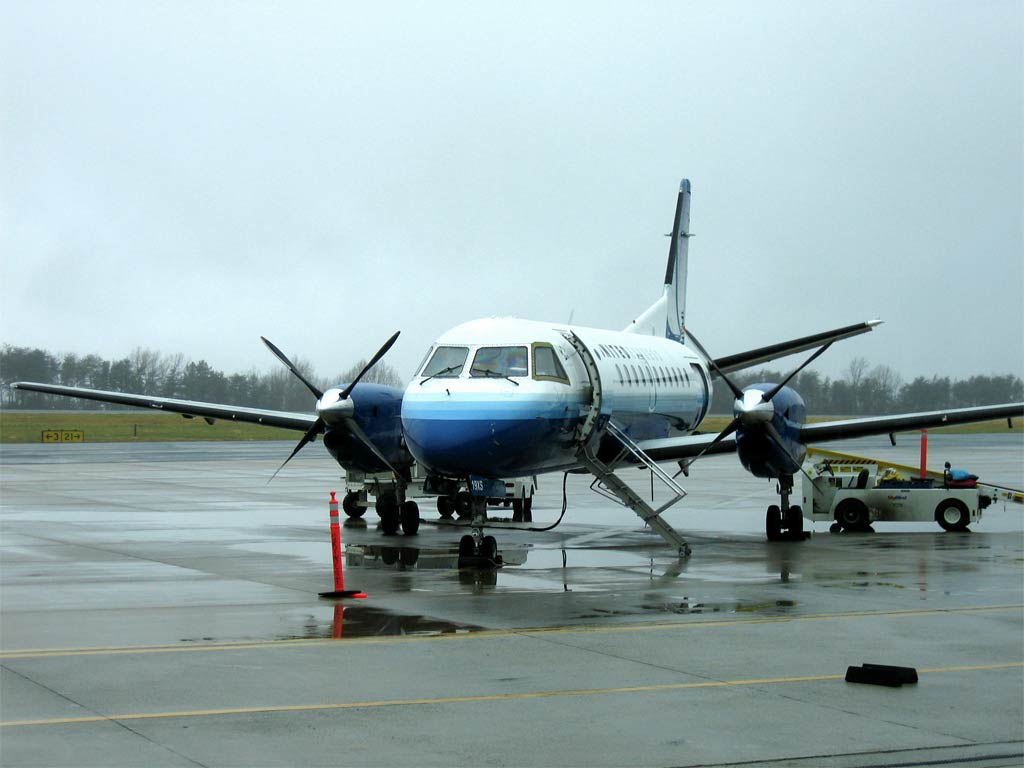
Um Saab 340 da Colgan Air / United Express prepara para embarcar passageiros. Charlottesville-Albemarle Airport, 2005.

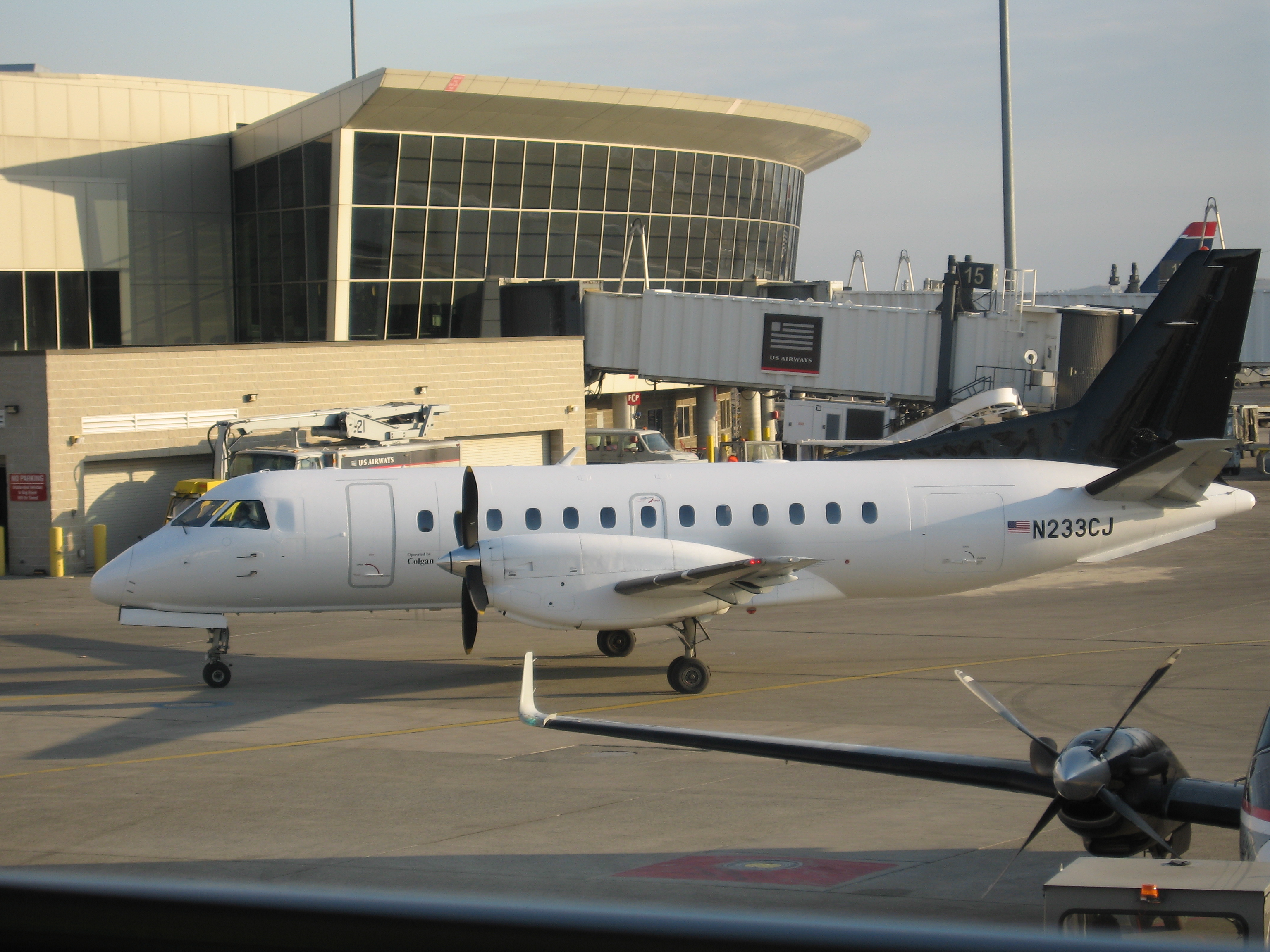
Saab 340B operado pela Colgan Air no Aeroporto Internacional de Logan

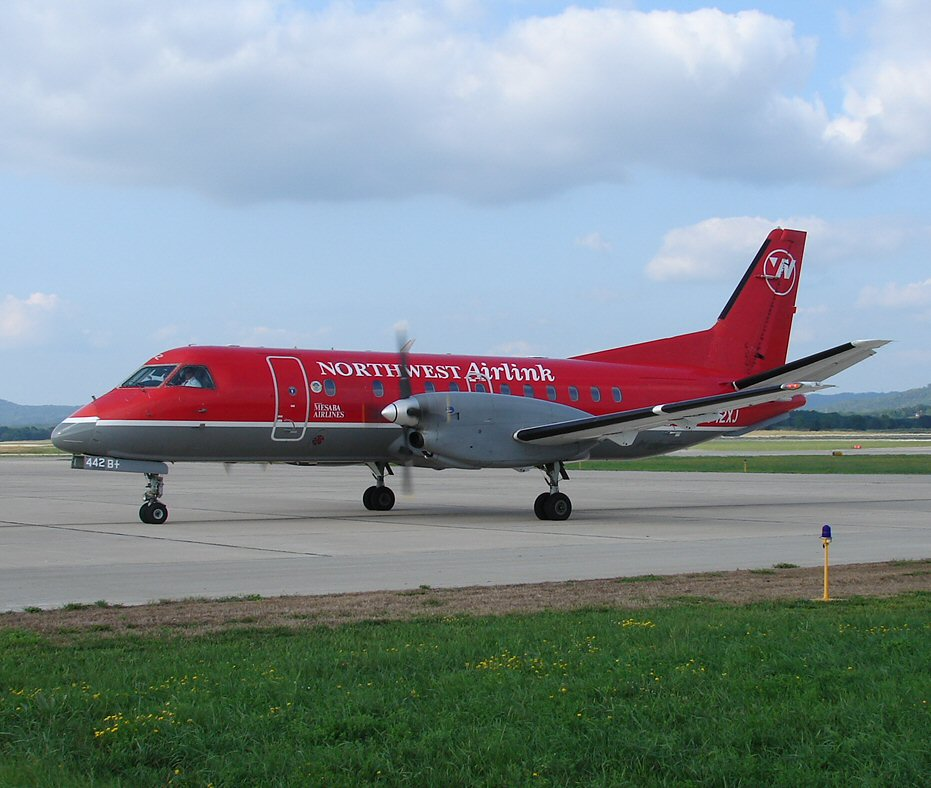
Saab 340B na pintura da Northwest Airlines encomendada pela Mesaba Airlines

A Regional Express Airlines comprometeu-se a locar 25 Saab 340B+ no maior acordo de empréstimo desta aeronave, que possui uma asa redesenhada e maior para aumentar a performance e diminuir os gastos com combustível. Estes devem entrar em serviço nos próximos três ou quatro anos. Com o pedido destes 340B+, algumas das aeronaves mais velhas foram aposentadas, incluindo três dos 340A que foram convertidos em cargueiros para a PEL-AIR. O primeiro pedido foi em maio de 2007. No mês de abril de 2010, 24 já haviam sido entregues. Estas aeronaves B+, todas antigamente a serviço da American Eagle, serão todas entregues em maio de 2010.
A Delta Airlines utiliza alguns desses 340B+ em sua frota (2010), mas sem as pontas de asa alongadas.

#### Antigos Operadores

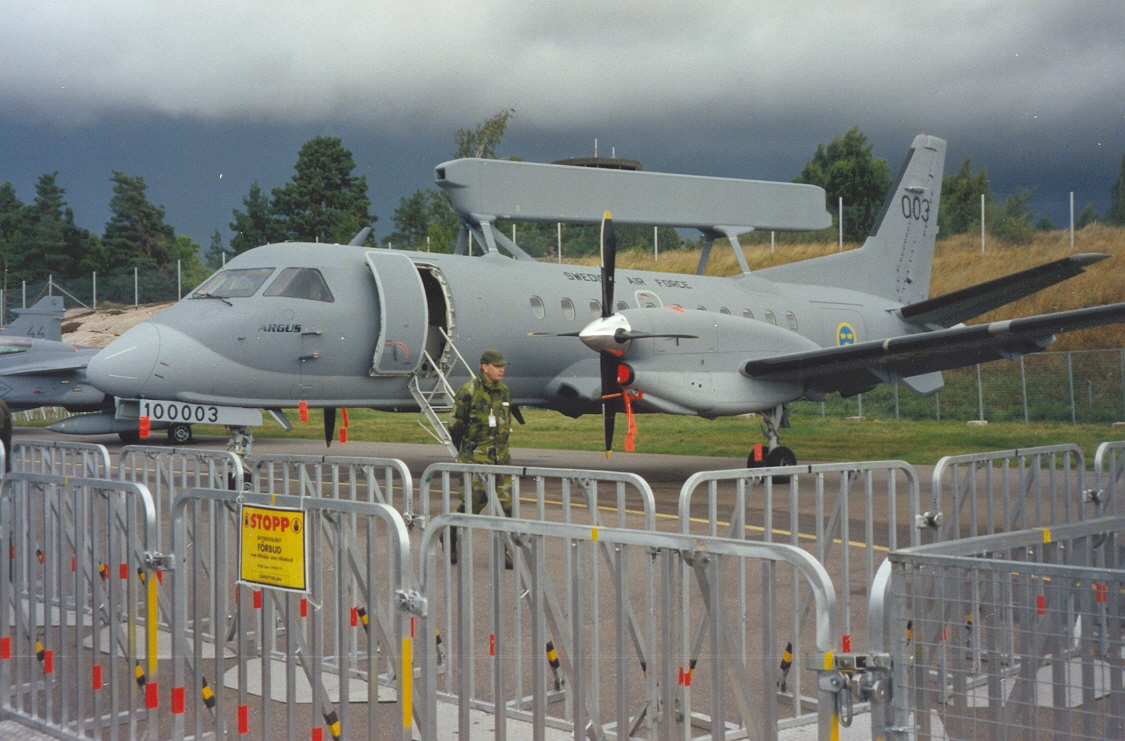
Saab AEW & C, em Linköping, 1997

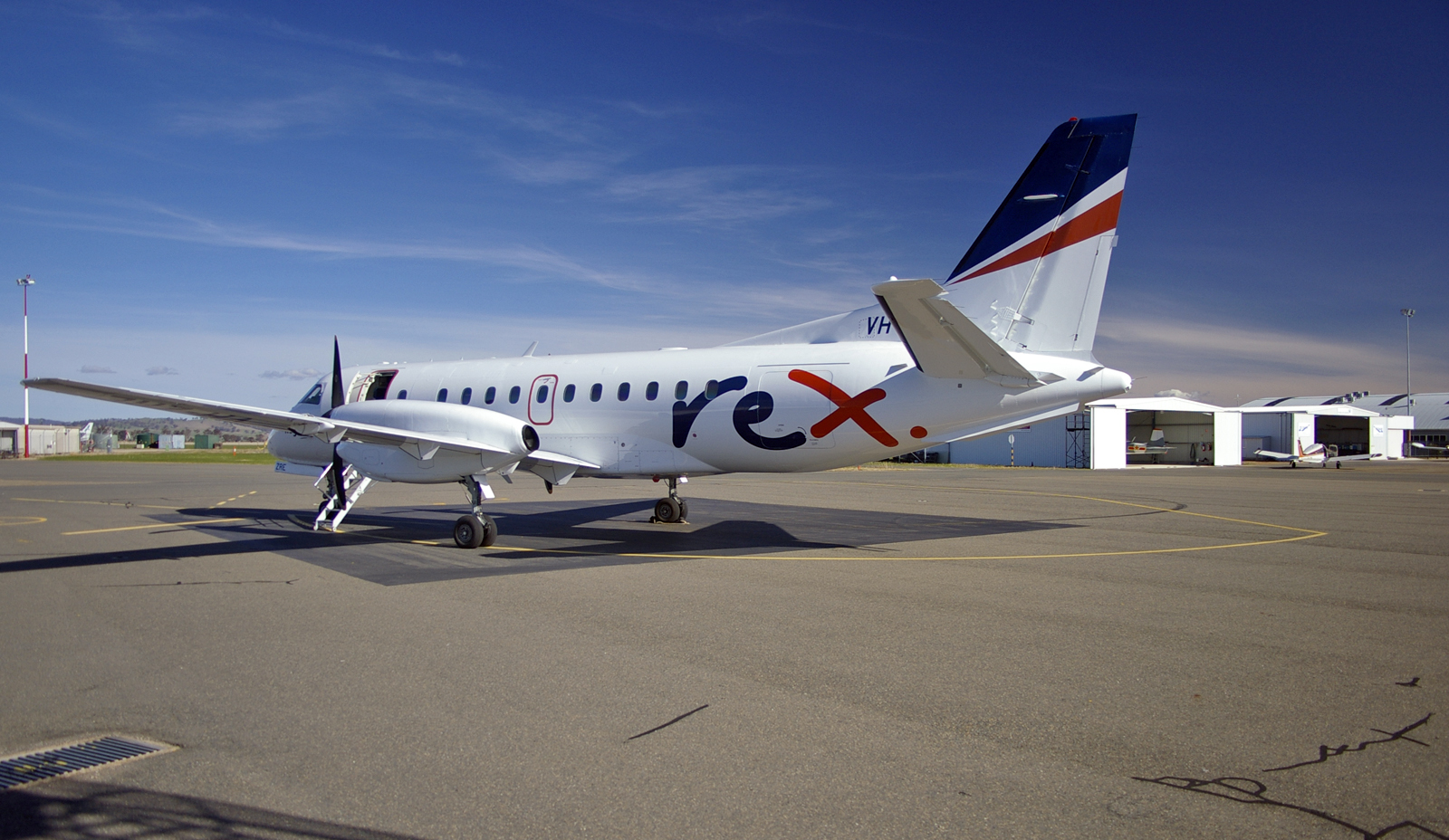
Um Saab 340B operado pela Regional Express Airlines, na Australia

| Argentina - Kaiken Lineas Aereas - LADE - LAER - LAPA - Sol Líneas Aéreas Austrália - Hazelton Airlines - Kendell Airlines Canadá - Corporate Express Charter and Business Flightline Solutions - Quebecair Express Estónia - Estonian Air Finlândia - Blue1 - Finnaviation - Finncomm Airlines Alemanha - Dauair - OLT Grécia - Sky Express Irlanda - Aer Lingus Quirguistão - Eastok Avia Letônia - RAF-Avia - carga Lituânia - Amber Air - FlyLal - Nordic Solutions Air Moldávia - Moldavian Airlines Países Baixos - KLM Cityhopper Noruega - Vildanden Polónia - Direct Fly - Sky Taxi - SprintAIR Roménia - Carpatair Eslovênia - Adria Airways - carga Suíça - Crossair - Primeiro Cliente Tailândia - SGA Airlines - Happy Air Bahamas - Sky Bahamas - Western Air Reino Unido - ; Guernsey - Aurigny Air Services Estados Unidos - American Eagle Airlines - Business Express - Castle Aviation - Chicago Express - Colgan Air (Continental Express) - Comair - Express Airlines I/Pinnacle Airlines - Indiana State University Foundation - RegionsAir - Shuttle America |

Fonte:

## Incidentes e Acidentes
Entre 1983 e 2011, houve 10 acidentes com perda total envolvendo as aeronaves da série Saab 340, resultando na morte de 48 pessoas.
- 21 de fevereiro de 1990. O trem de pouso foi acidentalmente retraído em um Saab 340A da Crossair, no pátio de Aeronaves do Aeroporto de Zurich. Nenhuma fatalidade, mas a aeronave ficou destruída.[7]
- 2 de janeiro de 1993. Um Saab 340A da Express Airlines caiu forte na pista no Aeroporto Municipal de Chisholm-Hibbing devido à formação de gelo nas asas. Nenhuma fatalidade, mas a aeronave ficou destruída.[7]
- 4 de abril de 1994. Um Saab 340B da KLM Cityhopper sofreu problemas nos motores, perdeu sustentação e caiu no chão enquanto pousava em Amsterdam. A aeronave quebrou em partes com o impacto. Três pessoas morreram.[7]
- 14 de maio de 1997. Pilotos do 340B da Regional Lineas Aéreas pousando no Aeroporto Francisco de Sá Carneiro não foram avisados a respeito da pista em construção no momento. Nenhuma fatalidade.[7]
- 18 de março de 1998. Um 340B da Formosa Airlines caiu no oceano 11 km distante da cidade de Hsinchu, Taiwan, causado por uma falha elétrica e desorientação espacial da tripulação. Treze pessoas morreram.[7]
- 10 de janeiro de 2000. Após a decolagem do Aeroporto de Zurique, um 340B da Crossair, realizando o voo 498 para Berlim mergulhou e entrou em um parafuso, ganhando velocidade, caindo em um campo em Niederhasli. Todas as 10 pessoas a bordo morreram (Ver o artigo (em inglês): en:Crossair Flight 498).[7]
- 21 de março de 2000. Um 340B da American Eagle Airlines varou a pista no Aeroporto Municipal de Skylark Field, caindo em uma vala. Nenhuma fatalidade.[7]
- 6 de setembro de 2001. Um 340B da Aeroméxico Connect fez um pouso de emergência em uma fazenda próximo ao Rio Las Palmas, no México. Nenhuma fatalidade.[7]
- 8 de junho de 2005. Um 340B da Shuttle America, operando pela United Express Airlines reportou problemas no trem de pouso na aproximação para o Aeroporto Internacional Washington Dulles. O trem de pouso falhou no pouso, a aeronave derrapou na pista, e foi parar na grama. Nenhuma fatalidade, mas a aeronave estragou além do possível para reparo.[7]
- 18 de maio de 2011. Um 340B da Sol Líneas Aéreas, desapareceu no trajeto entre as cidades de Neuquén e Comodoro Rivadavia, caindo em Prahuaniyeu, uma região próxima à Cordilheira dos Andes, ao sul de Bariloche e a 1.800 km a sudoeste de Buenos Aires. O voo 5428 cumpria a rota Córdoba-Mendoza-Neuquén-Comodoro Rivadavia, decolou de Neuquén às 20h08 (local) e emitiu um sinal de emergência às 20h50 (local), sumindo dos radares. A aeronave transportava 22 pessoas: 18 passageiros adultos, um menor e três tripulantes - dois pilotos e uma aeromoça. Não houve sobreviventes. - Fonte site g1.com.br e lanacion.com.ar.-[7]

## Especificações (340B)

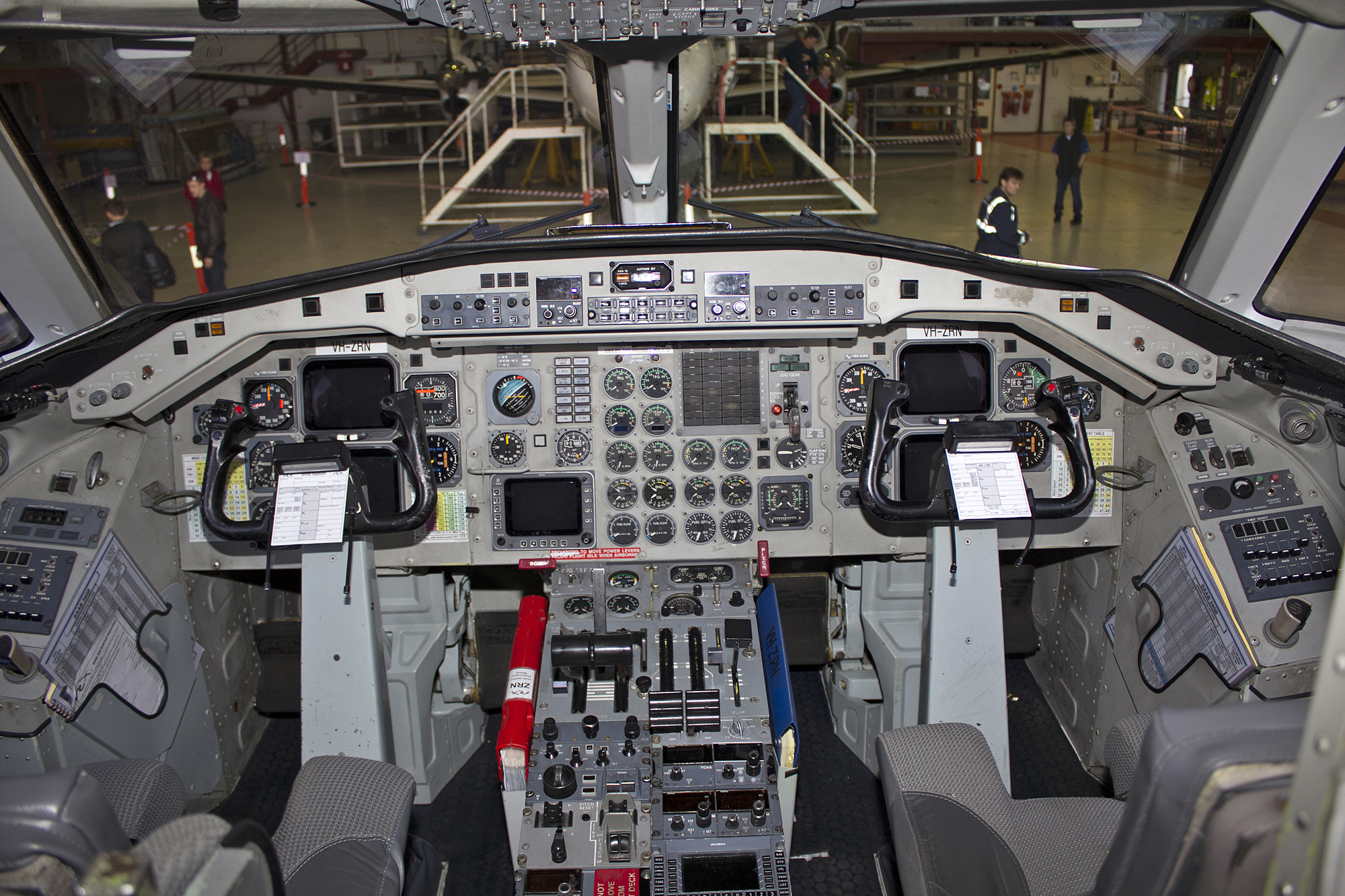
Cabine de um Saab 340B da Regional Express

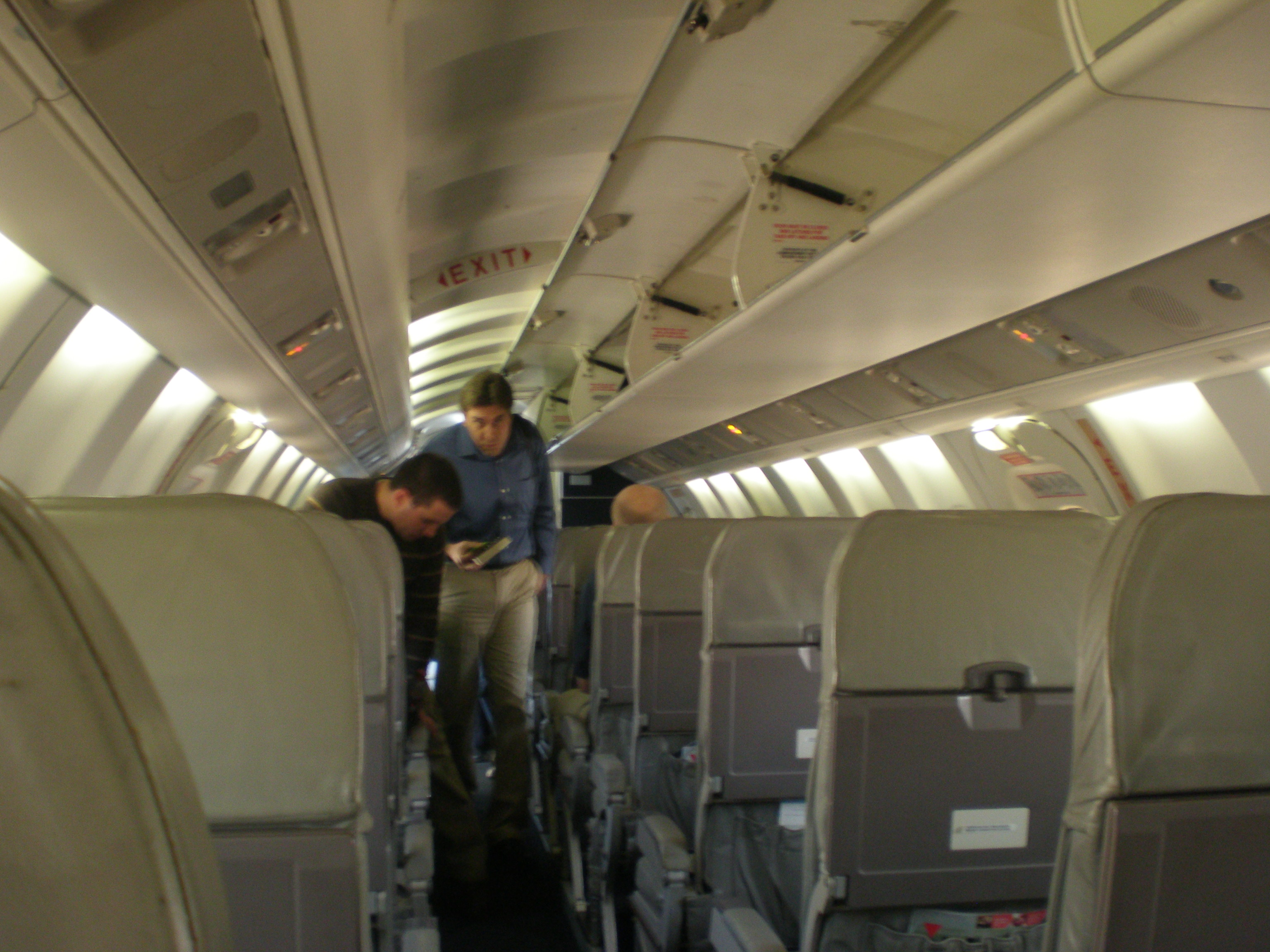
Interior de um Saab 340.

### Características Gerais
- Tripulação: 2 pilotos, 1 comissário
- Capacidade: 30 a 36 passageiros
- Comprimento: 19,73 m
- Envergadura: 21,44 m
- Altura: 6,97 m
- Área Total: 41.8 m²
- Perfil Aerodinâmico: NASA MS(1)-0316 / -0312 (raiz/ponta)
- Peso Básico: 8.140 kg
- Peso Carregado: 13.155 kg
- Peso Máximo de decolagem: 13.181 kg

### Motor
- Motor: General Electric CT7-9B
- Tipo do Motor: Turbo-hélice
- Número de Motores: dois
- Potência: 1295 kW (1,735 shp) cada
- Hélices: Dowty Rotol ou Hamilton Standard 14RF19 de quatro pás, velocidade constante
- Diâmetro da Hélice: 3,35 m

### Performance
- Velocidade Máxima: 523 km/h (282 kt)
- Velocidade de Cruzeiro: 467 km/h (252 kt)
- Velocidade nunca exceder: 250 kt ou ponteiro da Vmo
- Alcance: 1730 km (935 nm)
- Teto Operacional: 25.000 ft (comercial) / 31.000 ft (executiva)

### Aeronaves Similares
- Embraer EMB-120 Brasília
- Antonov An-24
- ATR-42
- CASA CN-235
- De Havilland Canada Dash 8
- Dornier 328
- Xian MA60
- BAe Jetstream 41